# Joan Masferrer i Sala
Joan Masferrer i Sala (Cardedeu, 14 de juny de 1976) és director general d'Estratègia Territorial al Departament de Territori de la Generalitat i va ser batlle de Cardedeu del 16 de juny del 2007 fins a l'1 d'agost del 2008.

## Biografia
En Joan Masferrer és casat i té tres fills. És enginyer de telecomunicacions per la Salle (URL). Va estudiar bona part dels seus estudis primaris i secundaris a La Residència Escolar Bell-lloc. Molt actiu en la vida social i cultural del poble, va ser un dels membres fundadors de l'entitat cultural El Garitu de Cardedeu, i va treballar durant molts anys a Radiotelevisió Cardedeu

## Carrera política
Va iniciar la seva carrera política l'any 1998 quan va començar a col·laborar amb l'agrupació local d'Esquerra a Cardedeu. L'any 2003 s'afilià al partit i dos anys més tard va prendre possessió del càrrec de regidor a l'Ajuntament de Cardedeu després de la renúncia de l'exalcalde Joaquim Om i Tubau. En el govern presidit per la socialista Montserrat Cots i Alvarez, va ser primer tinent d'alcalde i regidor d'Hisenda i Obres i Serveis.
A les eleccions de 2007 es va estrenar com a candidat d'ERC i va aconseguir mantenir els 3 regidors que ja tenia a l'Ajuntament tot i l'entrada al consistori d'una candidatura de l'Esquerra Independentista, la CUP. Accedí a l'alcaldia en virtut del pacte amb la candidata de CiU, Calamanda Vila, que encapçalà la llista més votada i el succeí en el càrrec un any més tard. Aquest pacte posà fi als 12 anys de govern del PSC, que va governar amb ERC i ICV. Ha estat l'alcalde més jove que ha tingut Cardedeu després de la recuperació dels ajuntaments democràtics. Des del 2007 també és membre del CCVO.
Des del 18 d'octubre de 2022 és director general d'Estratègia Territorial al Departament de Territori de la Generalitat.